# René Monteix
René Monteix est un médecin et peintre français né le 13 février 1908 à Tauves (Puy-de-Dôme) et mort le 2 décembre 1997 à Hyères (Var).

## Biographie
René Monteix naît en 1908 à Tauves.
Il est nommé professeur d’éducation physique dans l’enseignement technique. Les incidences du sport sur l’organisme le conduisent à devenir médecin (cardiologie, acupuncture). Il termine sa carrière comme professeur à la faculté de médecine de Marseille.
Pendant la guerre, il a un rôle actif dans les maquis d'Auvergne.
Après la Seconde Guerre mondiale, René Monteix s’installe sur les hauteurs de Hyères dans la maison qui a appartenu au musicien Ambroise Thomas. Il y peint des tableaux mettant en scène des personnages du peuple provençal, des vues de l'industrie pétrolière naissante sur les bords de la Méditerranée (comme à Lavera) ou encore des paysages de Haute Provence, des Cévennes ou de la Camargue.

## Expositions

### Expositions collectives
- Salon des artistes français (sociétaire), 1972 et 1973.
- Salon de la Société nationale des beaux-arts, 1973.
- Salon des surindépendants (sociétaire), 1973.
- Salon international de Monaco, 1971 et 1972.
- Salon international de Bollène, à partir de 1972.
- Salon international de Toulon, 1970, 1971 et 1972.
- Salon de Hyères, à partir de 1950[2].
- Salon d'Épinay-sur-Seine (invité d'honneur), 1973.

### Expositions personnelles
- Galerie du Passeur, Paris, 1963, 1965 et 1967.
- Galerie de l'Aiguière, Hyères.
- Musée du Vieux Toulon, 1968.
- Salon de l'hôtel Victoria, Nice, 1955.
- Galerie Louis-XIII, Hyères, 1973.
- Musée de Hyères, 1976.
- Galerie Franklin Roosevelt, Toulon, 1978.
- La Rotonde, Hyères, 1979.
- Galerie St Vincent, Les Baux-de-Provence, 1980.
- Galerie Les Amis des Arts, Aix-en-Provence, 1982.
- Galerie municipale Renoir, Nice, 1985.
- Galerie du Park Hôtel, Hyères, 1988.

## Œuvres dans les collections publiques
- Bobigny, Conseil départemental de la Seine-Saint-Denis
- Genève :
  - Petit Palais
  - musée de l'Athénée.
- Hyères, musée de Hyères
- Israël, musée de Dimona.
- Paris, musée d'Art moderne de Paris
- Saint-Ouen, musée de Saint-Ouen
- Vars[Lequel ?], musée de Vars

## Réception critique
« Dans ses paysages, dans ses lavandes, Monteix est davantage musicien qu'impressionniste; je veux dire qu'il tend moins à nous restituer par une méthode picturale l'émotion par lui ressentie, qu'à nous livrer une sorte de clef chromatique de son motif. Il ira jusqu'à traduire en une seule couleur un violet pâle surprenant un vert d'eau, telle ou telle réalité naturelle dont nous « pensons » sans peine les teintes absentes. Un travail de synthèse donc, et qui chemine, par l'économie des moyens, vers l'unité. Alexandre Toursky, Le Soir, 21 janvier 1964 »
« Chez Monteix, ce n'est plus une affaire de vision. J'y vois comme une possession : il ne regarde pas le monde, il l'épouse avec ses remous, ses frissons, ses élans, ses désordres ; il règne sur un royaume à la fois fruste et somptueux, informe et plein. Monteix sait dépasser la couleur pour la couleur. Il atteint ce stade où le langage pictural correspond très exactement aux dimensions effectives, psychologiques et sentimentales de son être, où l'intention s'incarne dans le fait plastique. Au sein de l'intimité chaleureuse de l'espace, une végétation imaginaire frémit, porteuse confidentielle de rythmes, de hantises qui se devinent plus qu'ils ne s'imposent et où l'essentiel, un trait, un souffle, une plaie, un cri, se grave aussi fortement que dans une mémoire. René Bozzi, Le Méridional, 1965. »

## Illustrations
- Jòrgi Reboul, Mesclas, couverture de Robert Monteix, Les Cahiers de Garlaban, 1988[5].
- Robert Inard d'Argence, Tes yeux - Quarante-neuf poèmes d'amants, fusain de René Monteix, collection « Poésie », Colomars, 2006.